# Iztaccíhuatl

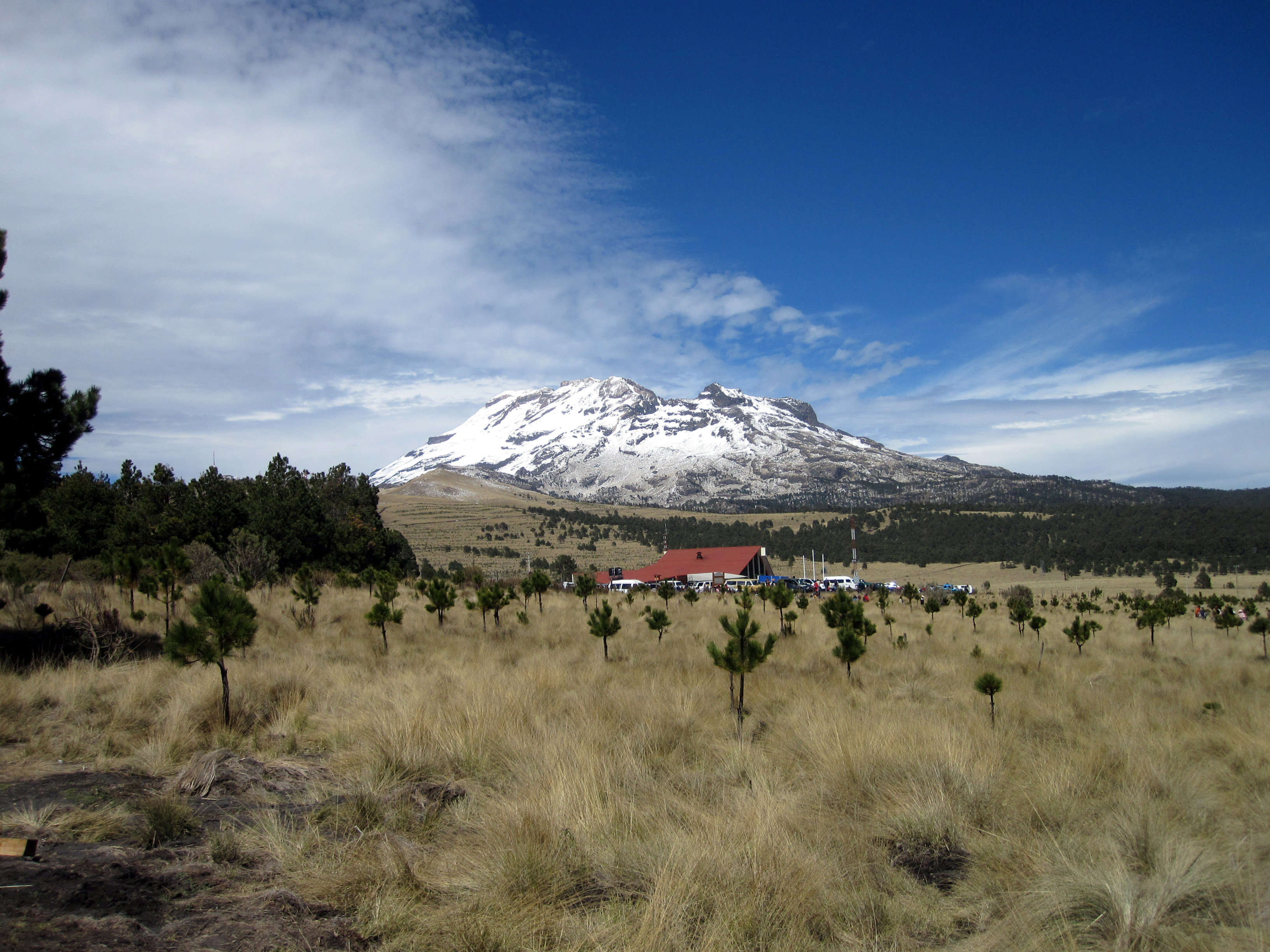
Iztaccíhuatl visto desde el pie del Popocatépetl, en el Paso Cortés.

El Iztaccíhuatl (pronunciado [istaːkˈsiwaːt͡ɬ]ⓘ) (del náhuatl: Iztaccíhuatl ‘Mujer Dormida’‘istak, dormida; siwatl, mujer’) es un volcán inactivo, ubicado en el centro de México y es la tercera montaña más alta del país (5215.128 m s. n. m.), después del Pico de Orizaba (5634 m s. n. m.) y el Popocatépetl (5426 m s. n. m.). Se localiza en los límites territoriales del Estado de México y el estado de Puebla. Su nombre proviene de su perfil nevado, que desde el valle de México semeja a una mujer yaciente cubierta de un manto blanco.
Durante siglos fue posible ver y admirar a esta montaña cubierta de nieve desde cientos de kilómetros a la redonda. El volcán presenta varios picos: el más alto, a 5215.128 m s. n. m., es conocido como «cima poniente del Pecho»; sobresalen también «la Cabeza» y «los Pies». Estos nombres se deben a la silueta de la montaña, que recuerda el perfil de una mujer recostada, con el cabello extendido hacia el lado opuesto de su cuerpo. Por esta razón se la conoce no solo como Mujer blanca, sino también como Mujer dormida. El Iztaccíhuatl se encuentra a unos 55 km al sureste de la Ciudad de México, y algunas veces puede verse desde esta, dependiendo de las condiciones atmosféricas. Debido a su cercanía con la capital cultural, política y económica del imperio azteca, del virreinato de la Nueva España y de la República Mexicana, se han generado un sinnúmero de expresiones artísticas y literarias en torno a esta montaña y a su también mitológico acompañante, el volcán Popocatépetl.
El primer registro de ascenso de esta montaña data de 1889, pero evidencia arqueológica indica que los mexicas e incluso culturas anteriores ascendieron a la montaña. El volcán se encuentra dentro del parque nacional Izta-Popo-Zoquiapan.
El volcán consta de una serie de conos superpuestos alineados a lo largo de una línea con dirección nornoroeste-sursureste hacia el sur de la caldera de Llano Grande, que data del Pleistoceno, la cresta de la cumbre de este volcán tiene un volumen de 430 km³.
Se ha presentado vulcanismo de tipo andesítico y dacítico desde las chimeneas cercanas a la cima, en el Holoceno y el Pleistoceno. Las áreas cercanas a la chimenea de la cumbre están cubiertas por camas y flujos de toba provenientes de una erupción de aproximadamente 11 000 años de antigüedad. Las chimeneas más recientes están localizadas en la cima y en una depresión a 5100 m. a lo largo de la cresta de la cima, a medio camino entre El Pecho y Los Pies.
El Eje Volcánico Transversal se origina por un sistema de fragmentación o fracturamiento de tipo ortogonal. En la parte central del Eje, la disposición del relieve se debe, en un inicio, a la formación de una gran falla a finales del Terciario y que continúa en el Cuaternario formando un desnivel de 1000 metros entre el Altiplano del Norte y la Fosa del Balsas al sur. El extenso fallamiento, asociado al vulcanismo, trajo como consecuencia, entre otras, la formación de algunos lagos en el Plioceno y el Pleistoceno, convirtiéndose en el paisaje característico del centro del país.
Esta enorme fractura reciente determina la estructuración del relieve, la distribución de la hidrografía y las características climáticas, tanto al norte como al sur del Eje Volcánico. De esta manera, la aparición progresiva de los volcanes se convirtió en una enorme presa natural a través del país que impidió el drenaje de la parte central hacia el Pacífico.
Las primeras manifestaciones volcánicas en el área de la Cuenca de México suceden a mediados del Oligoceno superior (alrededor de 30 millones de años), cuando se constituyeron las bases de la Sierra Nevada, en un proceso que se conoce como formación Xochitepec, el cual consiste en la acumulación de productos volcánicos por alrededor de 20 millones de años y que han formado estratos de considerable espesor, así como afloramientos en grandes superficies que se extienden hasta las aplanadas cumbres situadas al noreste de la Iztaccíhuatl.
El Terciario es la base del relieve actual como producto de la actividad volcánica y el flujo de lavas. La sierra representa una unidad que alcanzó su forma y desarrollo actuales debido a la múltiple sobreposición de sistemas volcánicos sucesivos, en los que coexisten los flujos de erupciones andesíticas arrojadas por los grandes conos, y que se caracterizaron por su explosividad y la efusión abundante de lavas basálticas emitidas por los volcanes pequeños. Por esto, los depósitos de material clástico andesítico se intercalan en algunas regiones con los malpaíses basálticos.
El Cuaternario (dos millones de años a la fecha), se caracterizó por movimientos tectónicos producidos por la fractura Clarión, lo que aunado a un clima lluvioso y al desarrollo de glaciares, dio origen a un proceso de erosión muy acentuado en las partes elevadas y a una gradación de depósitos aluviales, lacustres y fluviales en las partes bajas, que se conocen como formación Clástica Aluvial del Cuaternario. Con estos cambios generales, el relieve se vio afectado debido a la erosión causada por los escurrimientos superficiales que cavaron profundos barrancos, así como por los movimientos tectónicos que crearon fracturas por las que surgieron infinidad de volcanes y flujos de lava que lograron acumulaciones de 2000 metros y aun de mayor espesor.

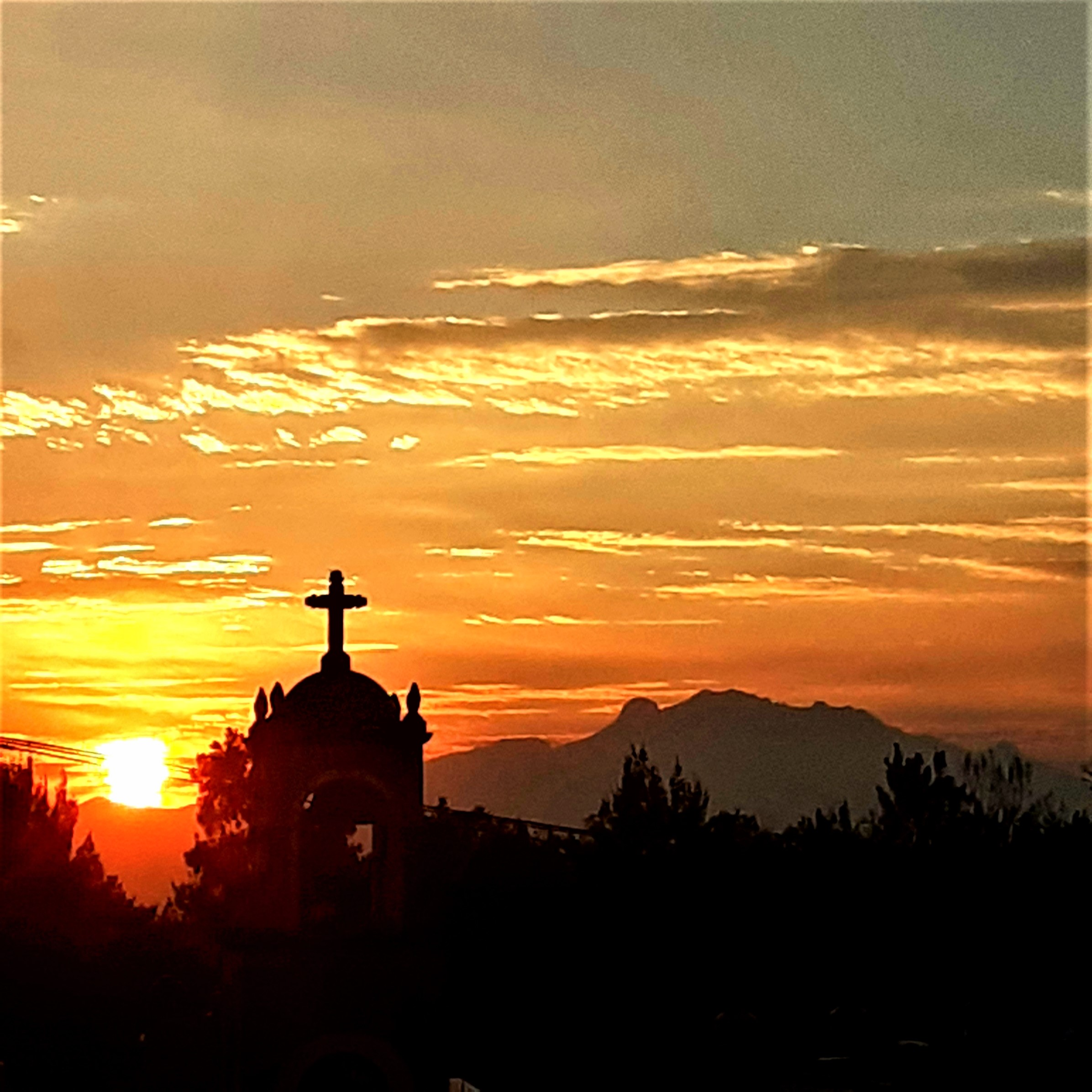
El Iztaccíhuatl visto desde Tepepan, alcaldía Xochimilco, Ciudad de México.

Durante el Cuaternario, los primeros movimientos de la fractura Clarión dieron origen a la Iztaccíhuatl y el Ventorrillo, hoy en día el Popocatépetl, los cuales están formados por lavas de andesita porfirítica de piroxena. Los derrames superiores de estos edificios consisten de una andesita de coloración rosácea de hornablenda. El espesor y la disposición estructural de los derrames son variables, de acuerdo con la topografía sobre la que se asentaron. Los derrames dacíticos y riodacíticos constituyen la unidad del Popocatépetl, pero su base está cubierta por abanicos aluviales que en su parte sur muestran un espesor considerable.
Actualmente la actividad del Iztaccíhuatl es sísmica, por lo que no debe decirse que es un volcán apagado o extinto. El volcán se encuentra en la lista de los volcanes activos de México.
A finales de 2018 y principios de 2019, un grupo de alpinistas e ingenieros realizaron la medición de las tres cumbres del pecho del Iztaccíhuatl acorde a los métodos técnicos del INEGI con la última tecnología topográfica. Los datos fueron oficializados durante el XV Congreso Nacional e Internacional de Ingeniería Topográfica, Geodésica y Geomática, en Monterrey, NL, el 30 de enero de 2019. El evento de ingeniería y alpinismo de nombre #CumbreIzta determinó oficialmente que la cima poniente es la más alta de las tres en la zona del pecho del volcán, alcanzando los 5215.128 m s. n. m. Este trabajo de ingeniería civil y topográfica fue realizado por ingenieros y alpinistas con el apoyo del Colegio de Ingenieros Topógrafos de México A.C. y el Club de Exploraciones de México A.C., avalado por el parque nacional Izta-Popo, la Comisión Nacional de Áreas Naturales Protegidas y la Secretaría de Medio Ambiente y Recursos Naturales.

## Leyenda de Popocatépetl e Iztaccíhuatl

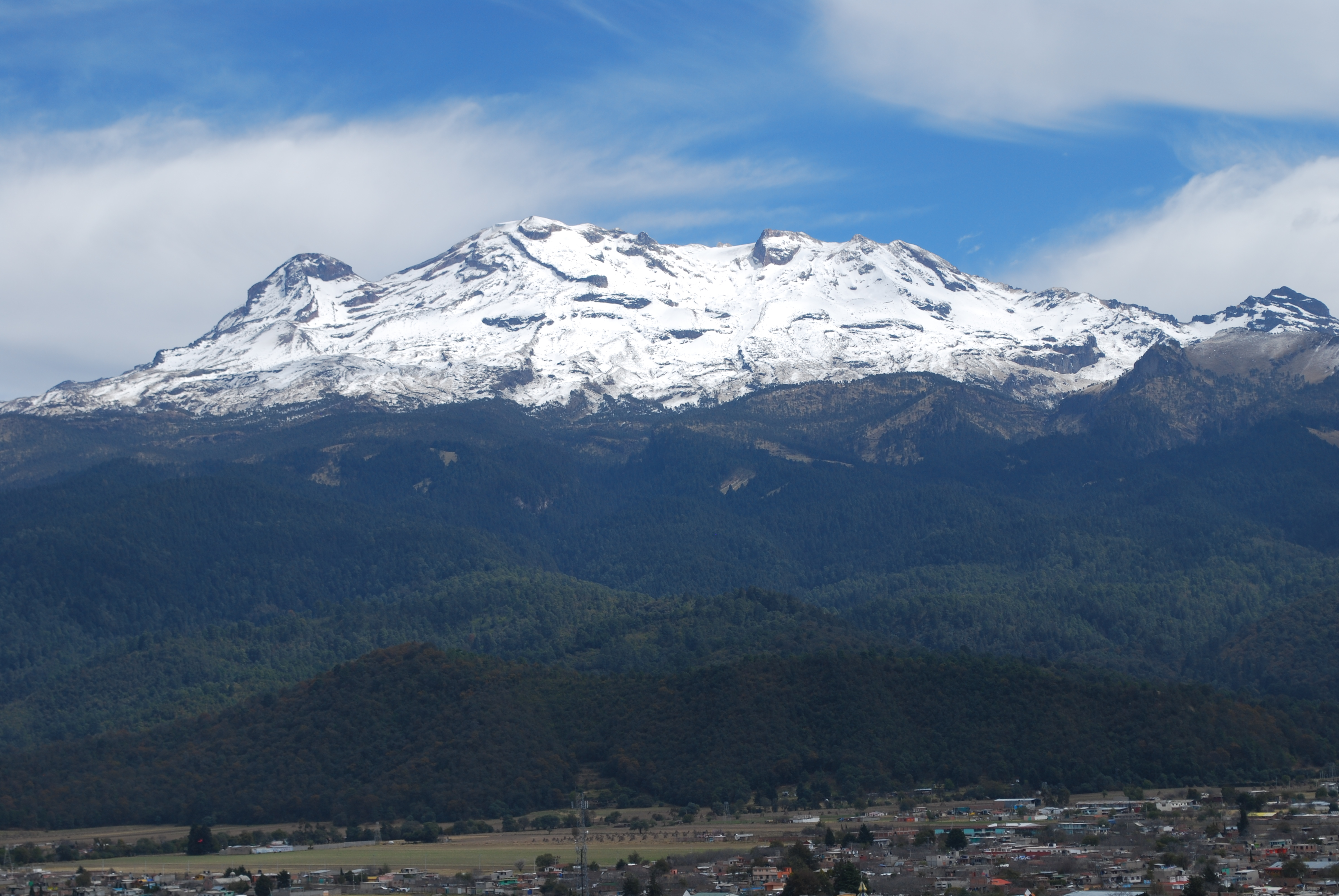
La Mujer Dormida (La mujer blanca) desde Amecameca

Según la mitología mexica Iztaccíhuatl fue una princesa hija única de Tízoc, séptimo huey tlatoani sucesor de su hermano Axayácatl, especialmente dedicado a la vida religiosa y con escaso éxito en la expansión militar, que tuvo un reinado relativamente corto (1481-1486).